# Hranovnická dubina
Hranovnická dubina je národní přírodní rezervace ve správě státní ochrany prírody TANAP.
Nachází se v katastrálním území obce Spišské Bystré v okrese Poprad v Prešovském kraji. Území bylo vyhlášeno či novelizováno v letech 1966, 1993 na rozloze 66,49 ha. Ochranné pásmo nebylo stanoveno.
Roste zde dub zimní a vyskytuje se zde kosatec bezlistý uherský (Iris aphylla subsp. hungarica).